# Jerzy Pożarowski
Jerzy Pożarowski (ur. 21 maja 1955 w Elblągu) – polski aktor.
Absolwent Wydziału Aktorskiego PWST w Warszawie (1978). Grał w teatrach warszawskich - Narodowym, Północnym, Szwedzka 2/4, Dramatycznym, Rozmaitości. Gościnne występował w Teatrach w Słupsku, Radomiu, Na Kresach, Na Woli, Stara Prochownia, Buffo, Adekwatnym.
Obecnie związany z Teatrem Polskim w Bydgoszczy.
Ważniejsze role teatralne:
- Adolf w Dziadach reż. Adam Hanuszkiewicz (1978)
- Alosza w Braciach Karamazow reż. Adam Hanuszkiewicz (1979)
- Romeo w Romeo i Julii reż. Ryszard Peryt (1981)
- Basilio w Życie jest snem reż. Krystyna Skuszanka (1986)
- Iwan w Braciach Karamazow reż. Jerzy Krasowski (1987)
- Prokurator w Braciach Karamazow reż. Maciej Karpiński (1990)
- Kapitan w Woyzecku reż. Wojciech Maryański (1991)
- Wierszynin w Trzech siostrach reż. Krzysztof Kelm (1994)
- Guildenstern w Rosenkrantz i Guildenstern nie żyją reż. Jacek Pazdro (1994)
- Wzrok w Magii grzechu reż. Tadeusz Słobodzianek (1994)
- Piekarz w Testamencie psa reż. Piotr Cieplak (1997)
- Książę Szkocji w Królu Learze Reż. Linas Zaikauskas (2000)
- Makduf w Makbecie reż. Tomasz Wójcik (2003)
- Henryk w Sinobrodym Dei Loher reż. Norbert Rakowski (2004)
- Bugrow w Płatonowie Czechowa reż. Adam Orzechowski (2006)
- Apemantus w Tymonie Ateńczyku Szekspira reż. Maciej Prus (2007)
- II Nagroda na festiwalu w Toruniu za monodram Assunta według Norwida (1983)

## Filmografia
- 2014: Lekarze - jako egzaminator (odc. 42)
- 2011: Listy do M. - jako Janek, właściciel gospodarstwa, w którym zatrzymali się Lisieccy
- 2008: Czas honoru - jako Stedtke (odc. 6)
- 2007: Pitbull - jako chorąży (odc. 14)
- 2006: M jak miłość - jako Korczyński, technolog w przetwórni
- 2005: Kryminalni - jako Stokowski (odc. 28)
- 2003: Na Wspólnej - jako Dyrektor szkoły
- 2001: Marszałek Piłsudski jako strażnik
- 1998: Ekstradycja 3 - jako Jerzy Bieluch, sekretarz ministra
- 1997: 13 posterunek
- 1997: Klan - jako Doktor Jan Skibiński, lekarz, który stwierdził u Daniela obecność wirusa HIV
- 1996: Kratka - jako strażnik
- 1991: Pogranicze w ogniu (odc. 21)
- 1991: Przeklęta Ameryka
- 1980-2000: Dom
- 1980: Kto za?